# Philip Abelson
Pour les articles homonymes, voir Abelson.
Philip Hauge Abelson (27 avril 1913 - 1er août 2004) est un physicien, éditeur de littérature scientifique, et auteur scientifique américain.

## Biographie
Philip Abelson est né en 1913 à Tacoma (État de Washington). Comme jeune physicien, il a collaboré avec le lauréat du prix Nobel, Luis Walter Alvarez en recherche nucléaire, et est l'un des codécouvreurs de l'élément neptunium. Il fut l'un des contributeurs-clés du projet Manhattan au cours de la Seconde Guerre mondiale.
Il fut l'un des concepteurs du USS Nautilus, le premier sous-marin à propulsion nucléaire de l'histoire.
Philip Abelson est décédé le 1er août 2004 des suites de complications respiratoires d'une courte maladie.
Il a donné son nom à un minéral, l'abelsonite.